# 에티엔 프랑수아 조프루아
에티엔 프랑수아 조프루아(프랑스어: Étienne François Geoffroy, 1672년 2월 13일 - 1731년 1월 6일)은 근세 프랑스의 물리학자 겸 화학자이다. 물질 상호간 화학 결합을 이루는 정도를 나타낸 《친화력표》(Affinity Table, 1718)를 발표하였다.

## 생애
조프루아는 파리에서 태어났다. 몽펠리에 대학교에서 공부하였고, 1968년 탈라드 공작을 따라 런던 주재 프랑스 대사관에서 근무하였다. 그 후 네덜란드와 이탈리아를 여행한 뒤 파리 식물원의 화학 교수로 재직하였으며, 말년에는 콜레주 드 프랑스의 의학 겸 약학 교수로 재직하였다.

## 친화력 표
조프루아는 아이작 뉴턴의 만유인력에 매료되어 화합물의 결합에도 이와 비슷한 개념을 도입하고자 하였다. 1718년 조프루아는 아래의 그림과 같은 《친화력표》를 발표하였는데, 이 표는 하나의 약한 산 시약에 다른 산을 넣어 화학반응을 일으킬 때 각각의 물질마다 반응하는 양에 일정한 경향성이 있음을 보인 것이었다. 조프루아의 이러한 발표는 18세기 화학자인 클로드 루이 베르톨레가 밝힌 일정 성분비의 법칙를 예견한 것이라는 평가를 받는다. 그러나 조프루아는 다른 논문에서 현자의 돌의 제조 방법을 언급하는 등 아직 연금술과 화학의 경계에 있는 인물이기도 하였다.

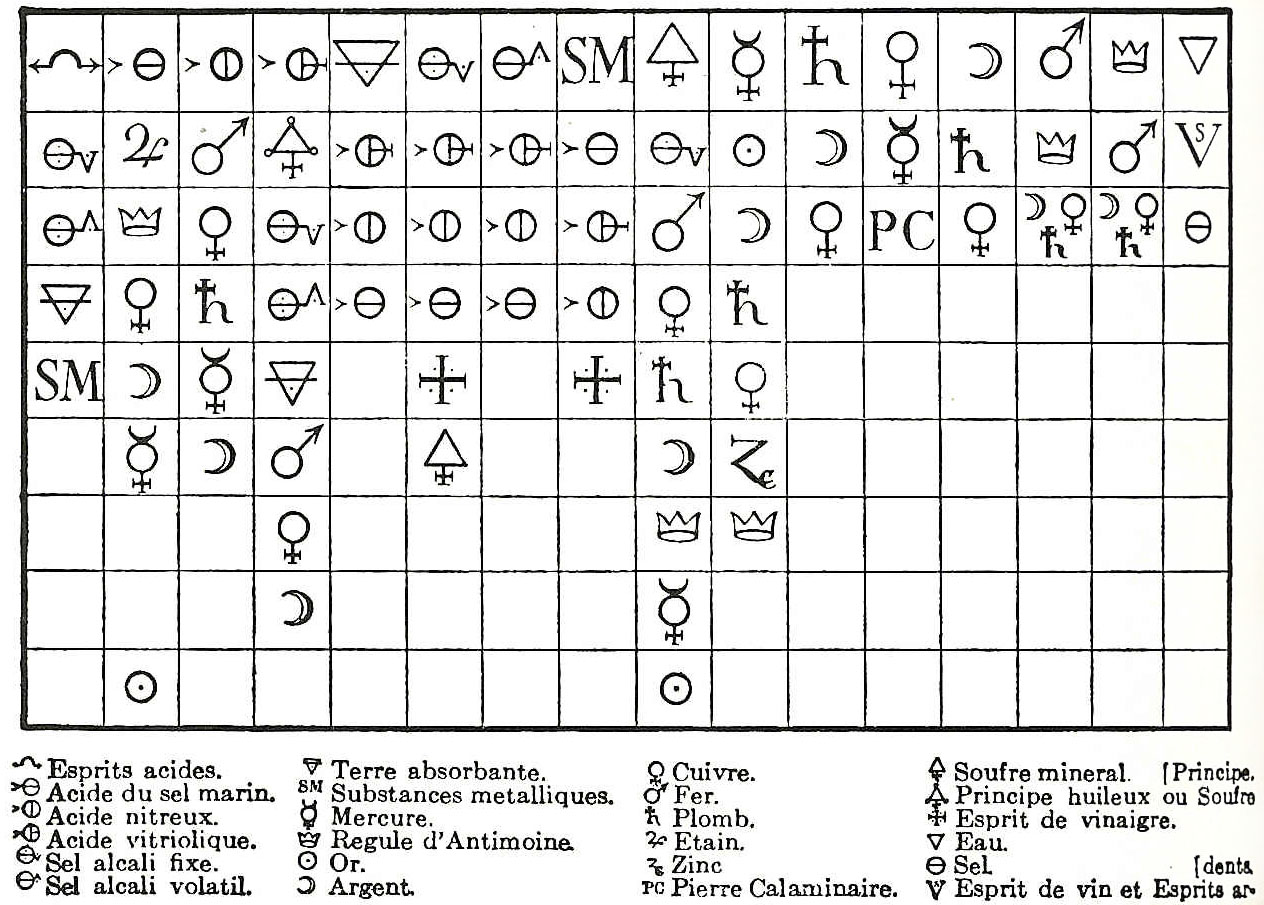
조프루아의 《친화력표》(1718년): 각 행의 머리에 화학종이 표시되어 있고 그 아래로 결합력 순서에 따라 화학종들을 나열하였다. MIT의 김미경 교수는 이 표를 화학 혁명의 시작으로 보았다.

## 같이 보기
- 화학 친화력